# Drekonja
Drekonja je priimek v Sloveniji, ki ga je po podatkih Statističnega urada Republike Slovenije na dan 1. januarja 2010  uporabljalo 48 oseb in je med vsemi priimki po pogostosti uporabe uvrščen na 7.739. mesto.

## Znani nosilci priimka
- Ciril Drekonja (1896—1944), književnik
- Gerhard Drekonja, avstrijski zgodovinar
- Larissa Drekonja, manekenka in igralka